# Reichsheeresverfassung
Die Reichsheeresverfassung des Heiligen Römischen Reiches, auch Reichskriegsverfassung genannt, war wie dessen ganze Verfassung durch verschiedene Gesetze gewachsen und regelte die Aufstellung von Truppen innerhalb des Reiches und war die Grundlage für die Aufstellung der Reichsarmee, die zwar unter dem Oberbefehl des Kaisers stand, aber von dessen „Kaiserlichen Truppen“ getrennt war und nur vom Reichstag eingesetzt wurde. Die „Reichsdefensionalordnung“ („Reichsgutachten in puncto securitatis“) vom 13./23. Mai 1681 schloss als letztes die Heeresverfassung des Heiligen Römischen Reiches ab.

## Rechtliche Entwicklung

### Erste Reichsmatrikel
Die erste Reichsmatrikel wurde 1422 auf dem Reichstag zu Nürnberg aufgestellt. Dem Vorschlag der Fürsten, den „hundertsten“ Pfennig zu erheben und damit ein Söldnerheer für die Dauer eines Krieges anzuwerben und zu unterhalten, widersprachen die Städte. Man einigte sich auf die Aufstellung einer (1.) Matrikel als Verzeichnis der Truppenkontingente der einzelnen Reichsstände.

### Folgende Reichsmatrikel
Weitere Matrikel folgten, bei denen wechselnd konkrete Truppenzahlen oder nur Geldbeträge festgelegt wurden, so unter anderem 1467 in Nürnberg Truppen in Stärke von 20.000 Mann, 1471 ein „gemeiner pfennig“, 1486 ein Geldbetrag und 1505 wieder Truppen. Dies führte zu der Gewohnheit, geforderte Truppenstellung durch Geld oder geforderte Steuern durch Truppenstellung zu ersetzen. Die Berechnung führte immer wieder zu Unstimmigkeiten, so dass das Reich das Truppenquantum von der Summe der Reichsmatrikelanschläge trennte und ab 1669 für jeden Reichskreis das Reichskontingent in absoluten Zahlen an Reitern und Fußknechten festlegte.

### Reichsmatrikel von 1521
Die bedeutendste dieser Aufstellungen wurde entsprechend den Vereinbarungen des Wormser Reichstages von 1521 für den Italienzug Karls V. zur Kaiserkrönung nach Rom erstellt. Sie wird als eines der grundlegenden Gesetze für das Reich in der Frühen Neuzeit angesehen. Mit gewissen Anpassungen an die aktuellen Verhältnisse, Moderationen genannt, bildete die Wormser Matrikel bis zum Ende des Reiches die Grundlage für die Heeres- und Steuerkontingente der Reichsstände.
Die Matrikel ging von einer Größe des Reichsheeres von 4.000 Reitern und 20.000 Fußknechten aus. Die Besoldung, für einen Reiter 10 Gulden, ab 1542 12 Gulden, und für einen Fußknecht 4 Gulden, betrug pro Monat 128.000 Gulden. Diese Summe wurde Römermonat genannt und als Rechnungseinheit bis zum Ende des Reiches verwendet. Dementsprechend wurden später die von den Reichsständen z. B. für die Verteidigung des Reiches auf dem Reichstag bewilligten Beiträge in Römermonaten gezählt. Dieser Gesamtbetrag wurde auf die Reichsstände entsprechend ihrer Größe und Bedeutung aufgeteilt.
Die vom jeweiligen Reichsstand zu zahlenden Summe wurde mit Hilfe des „Simplums“ angegeben. Dies war die Anzahl von Soldaten zu Pferd und zu Fuß, die der Reichsstand zu stellen oder für die er die dem Sold entsprechende Summe zu entrichten hatte. So war beispielsweise 1521 im Bayerischen Reichskreis festgelegt, dass das Herzogtum Bayern ein Simplum von 60 Soldaten zu Pferd und 277 zu Fuß und die kleine Reichsgrafschaft Ortenburg 2 Reiter und 6 Mann zu Fuß stellen musste. Das Erzstift Salzburg sollte als Simplum 60 Mann zu Pferd und 277 Mann zu Fuß, das Hochstift Passau 18 zu Pferd und 78 zu Fuß und die Reichspropstei Berchtesgaden 2 zu Pferd und 34 zu Fuß stellen.

### Reichsexecutionsordnung 1555
Die Reichsexecutionsordnung, 1555 auf dem Reichstag zu Augsburg von allen Ständen beschlossen, behielt Gültigkeit als Reichsgesetz bis zur Auflösung 1806. Sie regelte aber vor allem die Verhältnisse im Inneren des Reiches. Die Kreisordnung enthielt aber einzelne Regelungen über das Aufgebot von Truppen (§§ 80, 83), die Bereitstellung von Material (§ 81) und die Verteilung der Kosten (§ 86).
Auf dem Reichstag zu Speyer 1557 bezog der Abschied in § 21 Kreishilfe „wider alle Vergadderung, Aufwicklung und Versammlung Reutern und Knecht, auch alle thätliche Handlung derjenigen, so sich im Heil. Reich an Gleich und Recht nicht begnügen lassen und dann aller Vergewältigungen frembder Ein- und Ausfällen, feindlich Angriffen, ungebührliche, gewaltige An., Durch- oder Abzüge“ auch die Abwehr fremder Truppen mit ein.

### Westfälischer Friede 1648
Im Westfälischen Frieden 1648 war in Artikel VIII § 64 festgelegt worden, spätestens nach sechs Monaten sollten u. a. die Kreisverfassung und Matrikel neu beraten und bestimmt werden. Diese Zeitvorgabe konnte aber wegen der unterschiedlichen Interessen der Reichsstände nicht eingehalten werden. Das ebenfalls im Westfälischen Frieden verankerte Recht der Landesherren auf eigene Truppen („jus armorum et foederum“) nutzten die großen Reichsstände zur Aufstellung eigener stehender Heere, so bereits ab 1644 Brandenburg, ab 1682 Bayern und Sachsen.
Die Diskussion auf dem Reichstag zu Regensburg über eine neue Reichskriegsverfassung und eine Generalgarantie zwischen Kaiser und Reichsständen zum gegenseitigen Schutz vor feindlichen Überfällen und Eingriffen von außen ohne Einbeziehung der Friedensgaranten Frankreich und Schweden wurde jedoch 1663 durch neue Angriffe der Türken unterbrochen, die 1664 zur „eyligen Hülf“ und „Ersten Armatur“ des Reiches führten.

### Matrikel in der Reichsdefensionalordnung von 1681
In der Reichsdefensionalordnung von 1681 erfolgte die Aufteilung nicht nach der alten Matrikel von 1521, sondern die Truppenkontingente der Kreise wurden neu frei bestimmt und die Gesamtsumme auf 40.000 Soldaten erhöht. Die Aufteilung auf die Stände innerhalb des Kreises (Repartition) musste dieser vornehmen. Bei dem obigen Beispiel änderte sich so das Kontingent für das Kurfürstentum Bayern auf 120 Soldaten zu Pferd und 554 zu Fuß, auf die Landgrafschaft Leuchtenburg (seit 1743 ebenfalls bayerisch, in der Aufstellung von 1521 nicht enthalten) entfielen 12 zu Pferd und 28 zu Fuß und die kleine Reichsgrafschaft Ortenburg musste 4 Reiter und 26 Mann zu Fuß stellen. Die Zahlen änderten sich für das Erzstift Salzburg auf 60 Mann zu Pferd und 277 Mann zu Fuß, für das Hochstift Passau auf 18 zu Pferd und 78 zu Fuß und für die Fürstpropstei Berchtesgaden auf 4 zu Pferd und 64 zu Fuß. Der Maßstab Römermonat zu 51.269 Gulden wurde beibehalten.
Im Reichsgutachten vom 23./13. Mai 1681 wurden gesamt 40.000 Mann (28.000 Knechte und 12.000 Reiter) als Simplum festgelegt:
„Nachdeme aber aller Orten die Zeiten und Läufften jetztmahls dergestalt beschaffen, daß auf die Securität des Vatterlands zeitlich ein wachtsames Auge zu haben; Also ist in allen dreyen Reichs-Collegiis für nöthig erachtet, und geschlossen worden, daß zu solchem Ende eine rechte Zusammensetzung nach denen Reichs-Constitutionen und Ordnungen einzurichten, und dahero, über und neben der von Ihrer Kayserlichen Majestät zu eben dem Zweck zu stellen, und von Deroselben zu unterhalten anerbietenden Mannschaft, von Reichs wegen 40000. Mann, und zwar etwan 10000. zu Pferd, 2000. Dragoner, und 28000. zu Fuß, alles geworbenen guten und wohlgeübten Volcks unverzüglich aufzubringen, und folgends damit zu continuiren seye, solang man befinden wird, daß es des Reichs Nothdurfft und Sicherheit nicht weiter erfordere; auf welchen Fall selbiges alsdann verringert, oder gantz abgeschafft werden könne, doch mit dem Anhang, wann das Reich pro rerum exigentia einer mehreren Mannschaft benöthiget seyn sollte, das Quantum mit 20000. Mann zu vergrößern, wozu sich die Stände eventualiter hiemit verbinden, auf daß dardurch aller unversehenen Gefahr und vorbrechenden Gewalt gesteuert, und kräfftiglich widerstanden werden möge.“
Im Reichsgutachten vom 15. September 1681 über die Reichskriegskasse und die Kreiskassen wurde aber den Ständen freigestellt, ob sie selbst Soldaten stellen oder sie gegen Geld von benachbarten armierten Ständen übernehmen wollten.